# Văleni (Vaslui)
Pour les articles homonymes, voir Văleni.
Văleni est une commune du județ de Vaslui en Roumanie.